# Doris Oseda Soto
Doris Gladys Oseda Soto es una obstetriz y política peruana.

## Biografía
Nació en Huancayo el 16 de mayo de 1965. Cursó sus estudios primarios en la escuela Rosa de América de esa ciudad y los secundarios en el Colegio Nacional Nuestra Señora del Rosario también de Huancayo. Cursó estudios superiores en la Universidad Nacional San Cristóbal de Huamanga de Ayacucho entre 1985 y 1990 licenciándose en Obstetricia. Desde 1994 trabaja en el Hospital de la ciudad de La Merced en la provincia de Chanchamayo, departamento de Junín.
Desde el año 2005 es miembro del Partido Nacionalista Peruano. Por dicho partido participó en las elecciones del 2002 como candidata a regidora provincial de Chanchamayo sin lograr la representación. Como candidato de la alianza Gana Perú a congresista por Junín se presentó a las elecciones generales del 2011 obteniendo la representación con 32,146 votos preferenciales.